# Mary Sutherland
Pour les articles homonymes, voir Sutherland.
Mary Sutherland, née le 4 mai 1893 à Londres (Royaume-Uni) et morte le 11 mars 1955 à Wellington (Nouvelle-Zélande), est une forestière et botaniste néo-zélandaise.

## Biographie

### Jeunesse, famille et formation
Mary Sutherland naît le 4 mai 1893 à Londres, au Royaume-Uni. Elle est la fille de Nellie Miller Sutherland et de David Sutherland, producteur de vin médical. Elle a trois sœurs, qui poursuivent toutes leurs études : deux d'entre elles pour devenir enseignantes, la troisième dans la médecine.
Mary Sutherland décide de se lancer dans la foresterie. Elle commence ses études en 1908 à la City of London School for Girls, où elle étudie jusqu'en 1912, avant d'intégrer l'université de Bangor, au Pays de Galles. Elle y obtient en 1916 un Bachelor of Science en foresterie.  Elle est la première femme du Royaume-Uni et de l'Empire britannique à obtenir ce diplôme.

### Carrière de forestière
Pendant la Première Guerre mondiale, Mary Sutherland sert dans la Women's Land Army en Grande-Bretagne, une initiative civile visant à assurer la continuité des tâches agricoles pendant la guerre. Plus tard, elle est contremaître forestière dans des domaines du Renfrewshire et d'Inverness-shire. Elle est également agente expérimentale adjointe auprès de la British Forestry Commission.
En 1922, elle perd son poste en raison de réductions des dépenses publiques ordonnées par Eric Geddes.
En Nouvelle-Zélande, un Service national des forêts est créé en 1921, sous la direction du forestier Leon MacIntosh Ellis, formé au Canada. Mary Sutherland est attirée par la Nouvelle-Zélande parce qu'elle offre selon elle des conditions forestières similaires à celles du Royaume-Uni. Elle émigre en Nouvelle-Zélande vers 1924 et suit un cours d'introduction de trois semaines à destination des nouveaux gardes forestiers nationaux à Whakarewarewa. Pendant ce cours, Mary Sutherland est obligée de rester à l'hôtel Geyer quand les autres aspirants rangers vont camper. Cette inégalité à l'encontre des femmes rangers a pour effet de dissuader financièrement le Service des forêts de l'envoyer sur le terrain. Cependant, malgré cette différence de traitement, elle réussit à obtenir un emploi permanent en 1925. Rattachée aux bureaux de Wellington et Rotorua, elle est chargée d'effectuer un travail d'enquête en sylviculture.
Au cours des années 1933 à 1936, la Nouvelle-Zélande souffre d'une dépression économique qui entraîne des coupes drastiques dans le budget du Service des forêts. Des réductions ont également lieu dans le domaine de recherche de Mary Sutherland. Elle est licenciée et passe plusieurs années à travailler au Dominion Museum de Wellington ; elle y reste jusqu'en 1946. Travaillant d'abord comme commis, elle obtient finalement un poste de botaniste. 
En 1937, Mary Sutherland revient au Service des forêts en tant que botaniste. En 1946, elle est détachée au ministère de l'Agriculture (en) en tant qu'agente de foresterie agricole. C'est dans ce nouveau poste qu'elle commence un travail pionnier dans le domaine de la foresterie agricole. Elle est responsable de l'aménagement des plantations à la station de recherche sur l'irrigation de Winchmore et à la station de recherche agricole d'Invermay, gérées par le ministère.

### Carrière de chercheuse
En 1929, la botaniste commence des recherches pour une publication scientifique intitulée A microscopical study of the structure of the leaves of the genus pinus, qui est publié dans la revue Transactions and Proceedings of the New Zealand Institute en 1933. Elle présente la même année un article de recherche au Pacific Science Congress.
Entre 1947 et 1949, Mary Sutherland publie une importante série d'articles dans le New Zealand Journal of Agriculture sur les avantages de la plantation d'arbres dans les fermes. Ces articles constituent la base du bulletin du ministère de l'Agriculture de 1951 sur la plantation d'abris dans les fermes. En 1950, elle rédige un chapitre, intitulé « Native vegetation » intégré à la publication du ministère de l'Agriculture, Farming in New Zealand.

### Activités associatives
En 1924, elle devient membre de l'Empire Forestry Association et est nommée fellow de la Society of Foresters of Great Britain en 1928.
En 1927, Mary Sutherland fait partie des membres fondateurs de l'Institut des forestiers de Nouvelle-Zélande (NZIF). Elle soutient les objectifs et les activités de l'institut, d'abord en tant que conseillère en 1935 puis comme vice-présidente en 1940 et 1941. Elle est à l'origine du logo de l'organisation, approuvé par la direction, qui est constitué d'un brin de rimu.
Elle siège également au Conseil de la Ligue forestière néo-zélandaise en 1936.

### Fin de vie
Mary Sutherland est obligée d'interrompre sa carrière en 1954 en raison de problèmes de santé subis lors de travaux sur le terrain, à Central Otago. Ils conduisent à sa mort, à Wellington le 11 mars 1955, à l'âge de 61 ans.

## Postérité
Après sa mort, Mary Sutherland laisse un legs de 100 livres à l'Institut des forestiers de Nouvelle-Zélande afin qu'il crée « un fonds pour les études à l'étranger » ou que la somme soit « [utilisée] pour promouvoir les objectifs de l'institut ».
Son nom est également donné à deux prix étudiants visant à célébrer sa contribution à la foresterie. Le prix Mary Sutherland est accordé chaque année à un étudiant membre de l'Institut des forestiers de Nouvelle-Zélande . Un prix du même nom est créé par l'université de Bangor et revient à la meilleure femme diplômée en foresterie de l'établissement.
En 2017, Mary Sutherland est sélectionnée parmi les « 150 femmes en 150 mots » de la Société royale de Nouvelle-Zélande, honorant les contributions des femmes au savoir en Nouvelle-Zélande.